# Chorebus humeralis
Chorebus humeralis är en stekelart som beskrevs av Griffiths 1968. Chorebus humeralis ingår i släktet Chorebus och familjen bracksteklar. Inga underarter finns listade i Catalogue of Life.